# Yasuo Suzuki
Yasuo Suzuki (Prefectura de Kanagawa, 30 d'abril de 1913 - data de mort desconeguda) fou un futbolista japonès que disputà dos partits amb la selecció japonesa.